# Pobjoy R

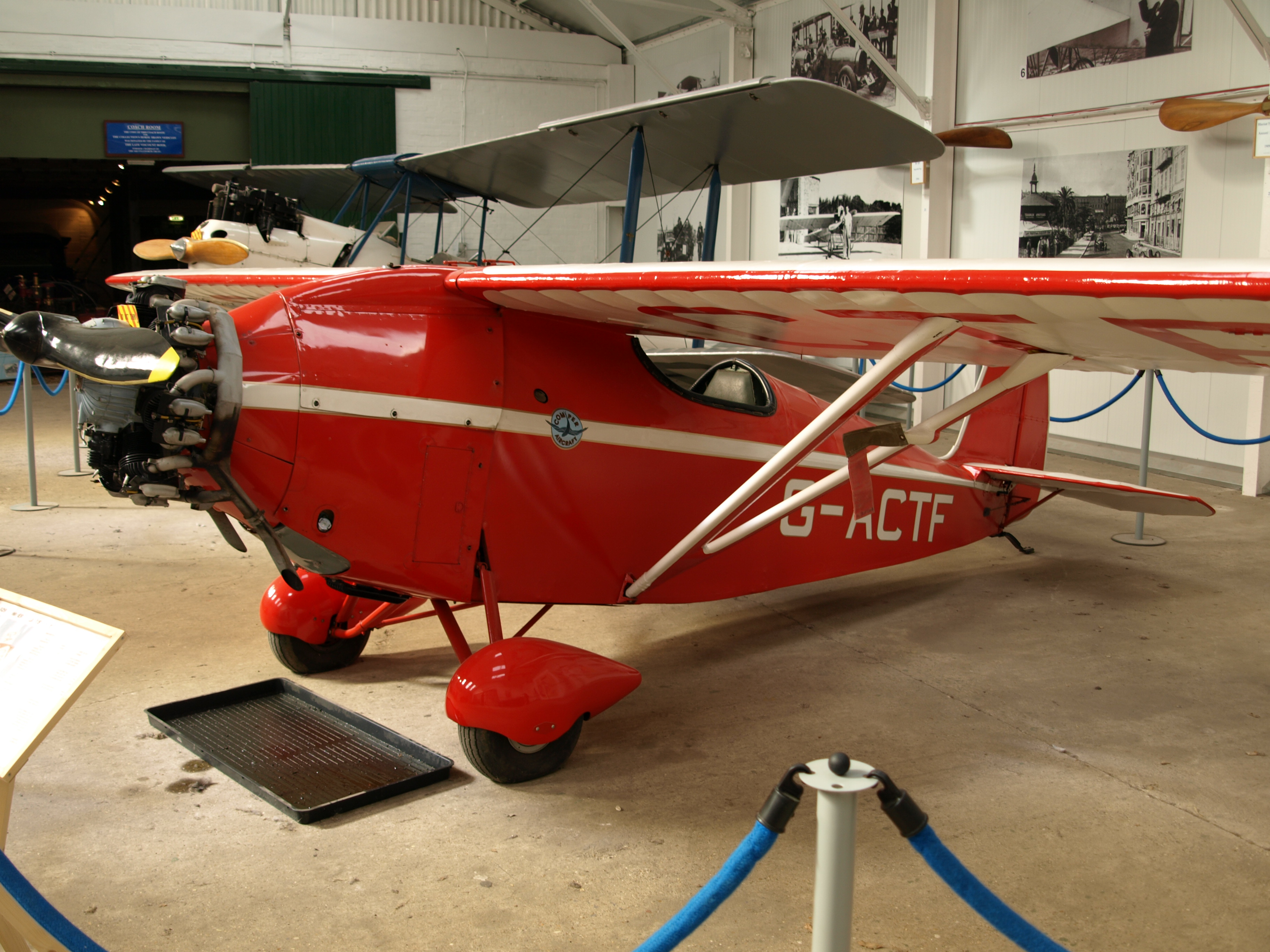
La particolare disassatura dell'asse dell'elica è evidenziata nell'esemplare da turismo di costruzione britannica Comper Swift esposto presso la Shuttleworth Collection, Old Warden, Inghilterra.

Il Pobjoy R era un motore aeronautico radiale 7 cilindri a singola stella raffreddato ad aria, introdotto dall'azienda britannica Pobjoy Airmotors & Aircraft, Ltd. nel 1926.

## Storia
Il Pobjoy R è il secondo di una serie di motori radiali per uso aeronautico che avevano una serie di caratteristiche comuni, la ricerca nel contenimento delle dimensioni e la caratteristica uscita del mozzo disassato verso l'alto interposto da un riduttore di velocità.
Introdotto nel 1929 esso occupava la fascia di potenza tra i 75/80 hp e rimase in produzione fino alla sua sostituzione con il più recente Pobjoy Cataract da 85/90 hp.

## Descrizione tecnica
Il Pobjoy R era un motore radiale a ciclo Otto raffreddato ad aria, dotato di 7 cilindri disposti su una singola fila (detta anche stella). L'alimentazione era affidata ad un carburatore Claudel Hobson AV.40 A mentre la distribuzione era classica, a valvole in testa (OHV) con 2 valvole per cilindro.
Il motore era caratterizzato da un singolare disassamento dell'albero dell'elica a causa della collocazione dell'ingranaggeria del riduttore di velocità con rapporto di trasmissione pari a 0,47:1. Le sue dimensioni, incredibilmente compatte per un motore radiale, ed il suo elevato numero di giri al minuto lo rendevano particolarmente adatto per l'utilizzo nei velivoli leggeri e sperimentali. Tutta la gamma prodotta vantava ottime doti di affidabilità, basso rumore ed elevato contenuto tecnologico.

## Velivoli utilizzatori
Germania
- Fieseler F 3 Wespe
- Lippisch Delta IV

 Francia
- Couzinet 101
- Mauboussin M.121P Corsaire Major

 Italia
- Nuvoli N.5

 Regno Unito
- BA Swallow
- Comper Swift
- Comper Kite
- Cosmopolitan Light Plane
- General Aircraft Monospar
- Hendy Hobo
- Miles Satyr
- Short S.16 Scion
- Short S.22 Scion Senior
- Spartan Clipper